# Zareh Sharan
Zareh Sharan, Sharan ou Sharana é uma cidade do Afeganistão, capital na província de Paktika.